# Meril Zéro
Meril Zéro (Parigi, 1997) è un giocatore di football americano francese che gioca come runningback per i Paris Musketeers.

## Palmarès
- 1 German Bowl (2019)